# 山东省铁路运输

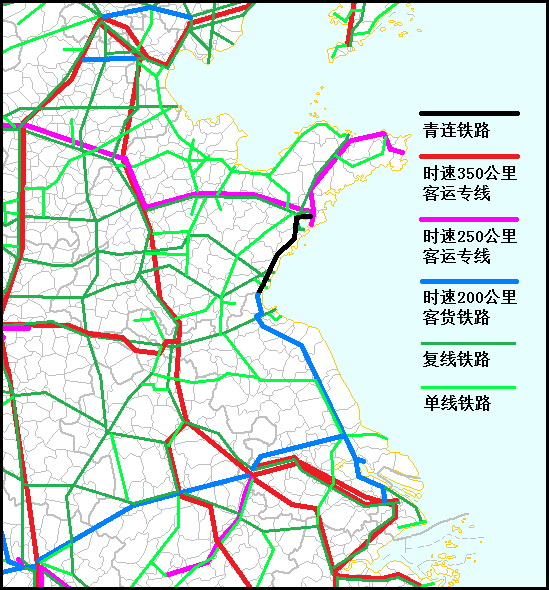
华东地区铁路网

山东铁路，是在中国山东省境内的铁路网系统。山东省第一条铁路，是胶澳租界（青岛）至济南的胶济铁路，始建于1899年9月23日，1904年6月1日建成通车。山东省第一条高速铁路客运专线，是青岛至济南的胶济客运专线。始建于2007年1月8日，2008年12月21日建成通车。截至目前，2018年12月26日投入使用的13台27线济南东站为山东省最大的铁路枢纽站。

## 历史
山东境内最早修建的铁路是胶济铁路，始建于1899年9月23日，1904年6月1日建成通车。

### 大事记
| 山东铁路大事表 | |
| 时间           | 事件 |
| 1899年9月23日  | 山东省第一条铁路，胶澳租界（青岛）至济南的胶济铁路动工。                                                                                              |
| 1904年6月1日   | 胶济铁路建成通车。 |
| 1908年6月30日  | 津浦铁路（天津至浦口）动工。 |
| 1911年10月     | 兖济铁路（兖州至济宁）动工。 |
| 1912年11月     | 津浦铁路黄河大桥建成，全线通车。兖济铁路建成通车。 |
| 1940年6月      | 石德铁路（石门至德州）动工。 |
| 1941年2月      | 石德铁路建成通车。 |
| 1952年8月      | 蓝烟铁路（蓝村至烟台）动工。 |
| 1956年1月1日   | 蓝烟铁路建成通车。 |
| 1970年2月      | 辛泰铁路（辛店至泰安）动工。 |
| 1974年6月底    | 辛泰铁路建成通车。 |
| 1977年12月13日 | 济菏铁路（济宁至菏泽）动工。 |
| 1979年初       | 济菏铁路建成通车。 |
| 1981年4月1日   | 兖石铁路（兖州至石臼所）动工。 |
| 1983年3月      | 新菏铁路（新乡至菏泽）动工。 |
| 1985年12月底   | 新菏铁路、兖石铁路建成通车。 |
| 1986年10月11日 | 坪岚铁路（坪上至岚山）动工。 |
| 1990年4月1日   | 坪岚铁路建成通车。 |
| 1991年12月     | 胶黄铁路（胶州至黄岛）动工。 |
| 1992年10月     | 京九铁路（北京至九龙）动工。 |
| 1995年12月     | 胶黄铁路建成通车。 |
| 1996年9月1日   | 京九铁路建成通车。 |
| 1996年11月     | 邯济铁路（邯郸至济南）动工。 |
| 1999年1月      | 邯济铁路建成通车。 |
| 1999年5月      | 大莱龙铁路（大家洼至龙口）动工。 |
| 2001年12月10日 | 胶新铁路（胶州至新沂）动工。 |
| 2003年12月20日 | 胶新铁路建成通车。 |
| 2005年6月28日  | 大莱龙铁路建成通车。 |
| 2007年1月8日   | 山东省第一条高速铁路客运专线，胶济客运专线（青岛至济南）动工。                                                                                        |
| 2008年4月18日  | 高速铁路客运专线京沪高速铁路（北京至上海）动工。 |
| 2008年12月21日 | 胶济客运专线建成通车。 |
| 2009年11月29日 | 德大铁路（德州至大家洼）、龙烟铁路（龙口至烟台）和邯济铁路复线电气化工程动工。                                                                        |
| 2009年12月22日 | 山西中南部铁路通道（瓦塘至日照）动工。 |
| 2010年3月17日  | 青荣城际铁路（青岛至荣成）、海青铁路（海天至青岛）、沂沭铁路（临沂至临沭）和青岛北站动工。                                                            |
| 2011年6月30日  | 京沪高速铁路建成通车，在山东省境内设德州东站、济南西站、泰安站、曲阜东站、滕州东站、枣庄站，其中济南西站设8站台17线，完工后成为省内规模最大的火车站。 |
| 2013年12月31日 | 海青铁路建成通车。 |
| 2014年1月10日  | 青岛北站建成投入使用，取代济南西站成为省内最大的客运枢纽站。                                                                                          |
| 2014年3月16日  | 石济客运专线（石家庄至济南）动工。 |
| 2014年12月18日 | 青荣城际铁路济南方向（柘车河线路所-荣成）投入使用，但夏各庄站未开通。                                                                                 |
| 2015年2月4日   | 青荣城际铁路青烟直通线、烟荣联络线投入使用，芝罘站未开通。                                                                                            |
| 2015年12月24日 | 济青高速铁路全线开工。 |
| 2016年11月16日 | 青荣城际铁路青岛方向（柘车河线路所-青岛北）投入使用，城阳站未开通。                                                                                   |
| 2017年12月28日 | 石济客运专线石家庄站-齐河站区段及引入京沪高铁济南西站的济南西联络线投入使用，齐河站未开通。                                                           |
| 2018年12月26日 | 济青高速铁路投入使用，青岛机场站、红岛站未开通。济南东站建成投入使用，取代青岛北站成为省内最大的客运枢纽站。                                          |

## 线路

### 现有铁路

#### 高速铁路与客运专线
| 名称                           | 介绍 |
| ------------------------------ | --- |
| 胶济客运专线                   | 东起青岛市，西至济南市，横贯山东省中部。始建于2007年1月8日，2008年12月21日建成通车。截至2013年，正线全长362.5公里，共设车站13座，复线电气化高速铁路，设计时速250公里，实际最高行车瞬间时速200公里。是联结山东半岛与华北平原的高速客运铁路专线。                                                                  |
| 京沪高速铁路                   | 北起北京市，南至上海市，纵贯山东省西部。始建于2008年4月18日，2011年6月30日建成通车。截至2013年，正线全长1318公里，共设车站24座，复线电气化高速铁路，设计时速350公里。是联结京津与长江三角洲地区的高速客运铁路专线。                                                                                              |
| 青荣城际铁路                   | 东起青岛市，西至荣成市，横贯胶东半岛。始建于2010年3月17日，即墨北至荣成段于2014年12月28日正式开通运营，全线于2016年11月16日通车，正线全长299.0公里，共设车站18座，复线电气化高速铁路，设计时速250公里。是胶东半岛的高速客运铁路专线。                                                                            |
| 石济客运专线                   | 东起济南市，西至石家庄市，纵贯山东省西北部。始建于2014年3月16日，2017年12月28日建成通车。正线全长319公里，共设车站10座，复线电气化高速铁路，设计时速250公里。是横贯华北平原东西的高速客运铁路专线。 |
| 济青高速铁路                   | 西起济南市，东至青岛市，横贯山东省中部。始建于2015年12月，2018年12月26日建成通车。，正线全长307.9公里，设车站11座，复线电气化高速铁路，设计时速350公里。是联结山东半岛与华北平原的高速客运铁路专线。 |
| 青盐铁路                       | 北起青岛市青岛北站，南至江苏省盐城市，纵贯山东省东南部沿海，途经山东省日照市、江苏省连云港市。青连段始建于2014年12月28日，2018年12月26日建成通车。正线全长428公里，共设车站19座，复线电气化快速铁路，设计时速200公里。是八纵八横高铁网络中沿海通道重要的组成部分。                                               |
| 日兰高速铁路（日照西至庄寨段） | 又称鲁南高铁。东起日照市日照西站，经临沂市、济宁市和菏泽市，西至河南省开封市兰考县，是山东南部重要的东西高速铁路干线。始建于2016年12月17日，2019年11月26日日照至曲阜东段建成通车，2021年12月26日曲阜东至庄寨段建成通车，庄寨至兰考南段仍在建。正线全长494公里，设车站14座，复线电气化高速铁路，设计时速350公里。 |
| 潍莱高速铁路                   | 西起潍坊市潍坊北站，东至青岛市莱西市，连接济青高速铁路于青荣城际铁路、莱荣高速铁路（在建）。2018年2月6日开工建设，2020年11月26日建成通车。正线全长125.757公里，设客运车站4座，复线电气化高速铁路，设计时速350公里。是胶东半岛的高速客运铁路专线。                                                                |

#### 干线铁路
| 名称       | 介绍 |
| ---------- | --- |
| 胶济铁路   | 东起青岛市，西至济南市，横贯山东省中部。始建于1899年9月23日，1904年6月1日建成通车。1996年11月完成复线改造。2005年6月完成电气化改造。2007年4月18日进行提速，始开行CRH2型动车组。2007年1月8日，胶济客运专线工程开工，2008年12月21日胶济客运专线建成通车，胶济铁路旧线改为货运铁路，实现客货分离。截至2013年，正线全长384.2公里，共设车站36座，国铁I级复线电气化铁路，是联结山东半岛与华北平原的货运铁路干线。 |
| 邯济铁路   | 西起邯郸市，东至济南市，横贯山东省西部。始建于1996年11月，1999年1月建成通车。2011年4月复线电气化改造，目前尚未完工。截至2013年，正线全长231.7公里，共设车站19座，国铁I级单线铁路。是横贯华北平原东西的客货铁路干线。 |
| 京沪铁路   | 北起北京市，南至上海市，纵贯山东省西部。始建于1908年，1912年建成通车。1976年完成复线改造。2006年7月1日完成电气化改造。截至2013年，正线全长1451公里，共设车站115座，国铁I级复线电气化高速铁路，设计时速120公里。是联结京津与长江三角洲地区的货运干线铁路。 |
| 蓝烟铁路   | 南起青岛市即墨区蓝村镇，北至烟台市，纵贯胶东半岛。始建于1952年8月，1956年1月1日建成通车。2001年完成复线改造。2010年8月4日完成电气化改造。截至2013年，正线全长183.9公里，共设车站12座，国铁I级复线电气化铁路，设计时速120公里。是胶东半岛的客货铁路干线。 |
| 胶新铁路   | 北起山东省胶州市，南至江苏省新沂市，纵贯山东省东南部。始建于2001年12月10日，2003年12月20日建成通车。截至2013年，正线全长303.3公里，共设车站30座，国铁I级单线铁路，设计时速120公里。是联结山东半岛与淮海地区的客货铁路干线。 |
| 京九铁路   | 北起北京市，南至香港九龙，纵贯山东省西部。始建于1992年10月，1996年9月1日建成通车。截至2013年，正线全长2397公里，共设车站58座，国铁I级复线电气化高速铁路，设计时速120公里。2012年12月16日完成电气化改造。是联结京津与珠江三角洲地区的客货干线铁路。 |
| 兖石铁路   | 西起济宁市兖州区，东至日照市，横贯山东省南部。始建于1981年4月1日，1985年12月建成通车。2001年12月完成复线改造。2010年6月30日完成电气化改造。截至2013年，正线全长307.1公里，共设车站26座，国铁I级复线电气化铁路。是联结山东半岛与华北平原的客货铁路干线。 |
| 新兖铁路   | 西起新乡市，东至济宁市兖州区，横贯山东省西南部。兖州-济宁段，始建于1911年10月，1912年11月建成通车；济宁-菏泽段，始建于1977年12月13日，1979年初建成通车；菏泽-新乡段，始建于1983年3月，1985年12月底建成通车。2001年7月完成复线改造。2010年7月完成电气化改造。截至2013年，正线全长305.3公里，共设车站31座，国铁I级复线电气化铁路。是横贯华北平原东西的客货铁路干线。                                          |
| 海青铁路   | 北起昌邑市，南至高密市芝兰庄，纵贯胶莱平原。始建于2010年3月17日，2013年12月31日建成通车。截至2013年，正线全长91.7公里，共设车站5座，国铁I级单线电气化铁路，设计时速160公里。是胶莱平原的客货铁路干线。 |
| 德龙烟铁路 | 分为德大铁路、大莱龙铁路、龙烟铁路。 大莱龙铁路西起潍坊市大家洼街道，东至龙口市，横贯山东半岛北部。始建于1999年5月，2005年6月28日建成通车。截至2013年，正线全长175公里，共设车站10座，地铁I级单线铁路，设计时速60公里。 |
| 辛泰铁路   | 东起淄博市临淄区（原名辛店），西至泰安市，横贯泰沂山区。始建于1970年2月，1974年6月底建成通车。截至2013年，正线全长162.5公里，共设车站19座，国铁I级单线铁路。是泰沂山区的客货铁路干线。 |
| 石德铁路   | 东起德州市，西至石家庄市，发端于山东省西北角。始建于1940年6月，1941年2月建成通车。1982年12月11日完成复线改造。2008年10月1日完成电气化改造。截至2013年，正线全长181.9公里，共设车站15座，国铁I级复线电气化铁路，是横贯华北平原东西的客货运铁路干线。 |
| 瓦日铁路   | 西起山西省吕梁市兴县瓦塘镇，东至山东省日照市。工程名称为晋中南铁路、山西中南部铁路或晋豫鲁铁路。设计标准为国铁一级、双线电气化，设计时速为120公里，是中国第一条30吨轴重的重载铁路。该铁路是连接中国东西部的煤炭资源运输通道、国家中长期铁路网规划的重要组成部分。 |

#### 支线铁路
| 名称     | 介绍 |
| -------- | --- |
| 胶黄铁路 | 北起胶州市，南至青岛前湾保税港区。始建于1991年12月，1995年12月建成通车。2007年8月29日完成复线电气化改造。截至2013年，正线全长38.2公里，共设车站4座，国铁I级复线电气化铁路，设计时速120公里。是青岛前湾保税港区的疏港铁路。 |
| 坪岚铁路 | 西起莒南县，东至日照岚山港区。始建于1986年10月11日，1990年4月1日建成通车。2007年8月29日完成复线电气化改造。截至2013年，正线全长33.7公里，共设车站3座，单线铁路。是日照岚山港区的疏港铁路。                                 |
| 桃威铁路 | 西起海阳市桃村镇，东至威海市。始建于1990年11月28日，1995年3月26日建成通车。截至2013年，正线全长137.5公里，共设车站10座，地铁I级单线铁路。是胶东半岛地区的客货铁路。                                                        |
| 沂沭铁路 | 东起临沂市胶新铁路梅家埠站，西至临沭县。始建于2010年3月17日。正线全长20.3公里，共设车站2座，为国铁Ⅱ级单线电气化铁路。是联结临沂市与临沭县的铁路支线。                                                                      |

- 淄东铁路
- 滨港铁路
- 张博铁路
- 磁莱铁路
- 东平铁路
- 泰肥铁路
- 薛枣铁路
- 枣临铁路
- 益羊铁路
- 青临铁路
- 济南铁路

### 在建铁路

#### 高速铁路与快速铁路
| 名称                         | 介绍 |
| ---------------------------- | --- |
| 日兰高速铁路（庄寨至兰考段） | 东起日照市，西至菏泽市，连接徐兰高铁兰考站，横贯山东省南部，日照到庄寨站已先后于2019年（日照至曲阜东站段）和2021年（曲阜至庄寨段）通车。                                             |
| 济莱高速铁路                 | 西起济南市历城区的济南东站，经港沟、章丘南站、雪野湖站等，终到钢城南站。 |
| 莱荣高速铁路                 | 西起青岛市莱西市，经烟台市莱阳市、海阳市、威海市乳山市，至荣成市，横贯胶东半岛中部。设计时速350公里。于2020年10月开工建设，预计于2023年开通运营。                                    |
| 潍烟高速铁路                 | 西起潍坊市昌邑站，经青岛市平度市、烟台市莱州市、招远市、龙口市、蓬莱区，至芝罘站，沿胶东半岛北部海岸行驶。设计时速350公里。于2020年10月开工建设，预计于2024年开通运营。              |
| 济郑高速铁路                 | 连接山东省会济南和河南省会郑州，途经聊城市、河南省濮阳市、安阳市、鹤壁市和新乡市。全长380公里，设计时速350公里。郑州至濮阳段于2022年6月20日开通运营，濮阳至济南段2020年6月开工建设。 |

### 规划铁路

#### 高速铁路
| 名称             | 介绍 |
| ---------------- | ---- |
| 济滨城际铁路     |      |
| 京沪高铁第二通道 |      |

## 主要车站
- 济南站

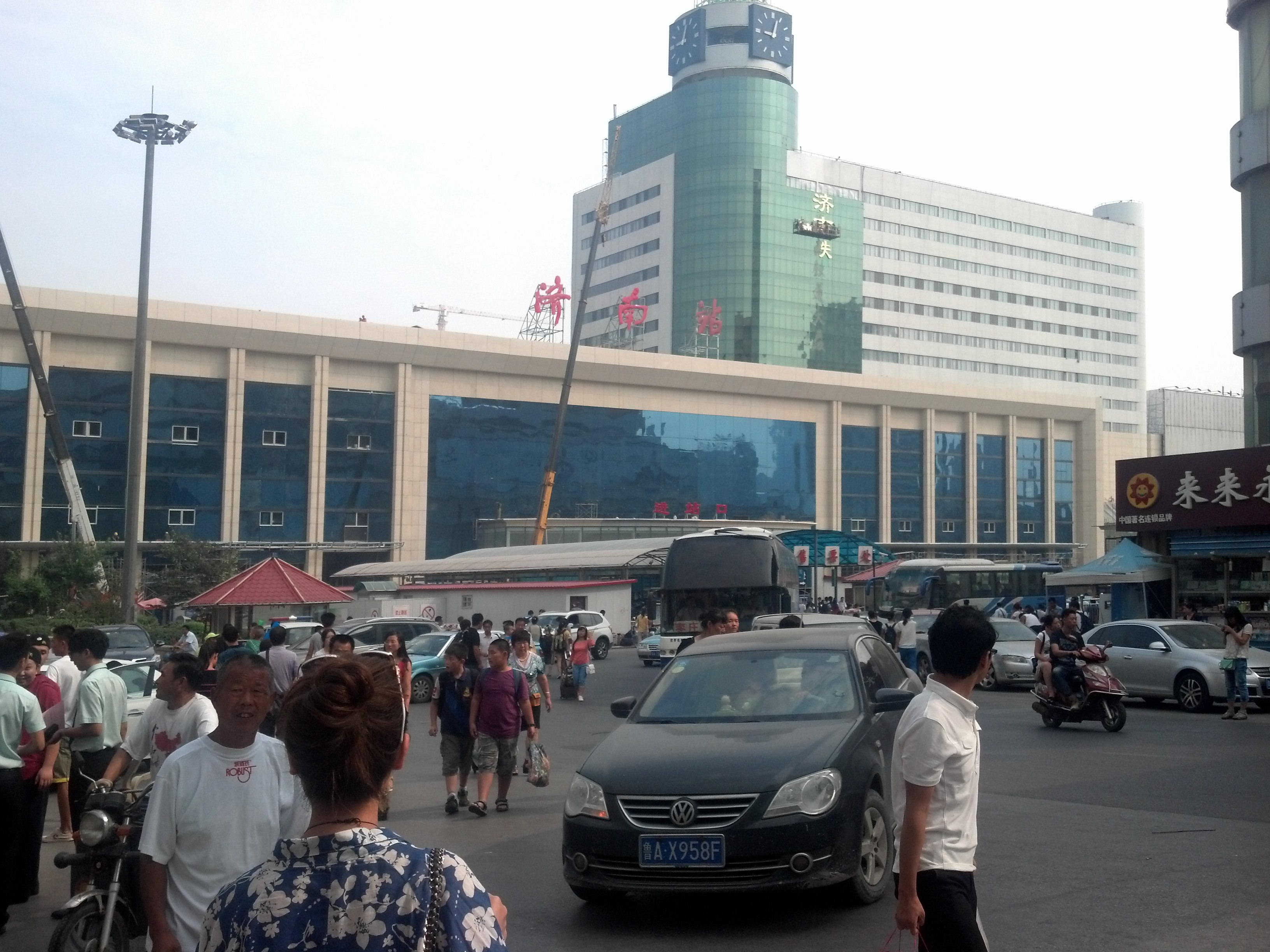
济南站

位于济南市天桥区。是胶济铁路的终点，也是其与京沪铁路的交汇点，国家铁路网特等站。始建于1904年，1911年12月建成启用。原为津浦铁路（京沪铁路）中的一站，2006年桥南站至党家庄站的桥党联络线合并入京沪铁路正线，原津浦线桥南站至党家庄站改称济南铁路。此外，胶济铁路、胶济客专皆以此站为终点，并通过联络线接入京沪高速铁路。
- 济南东站

位于济南市历城区，是济青高铁的起点，2016年4月20日开工，2018年12月26日随济青高速铁路共同开通运营，规模13台27线，是济青高速铁路、济莱高速铁路及石济客运专线上的客运站，同时在东端预留济泰城际铁路、济滨城际铁路的引入条件。预计2030年日均发送4.6万人、2040年日均发送6.14万人。
- 济南西站

位于济南市槐荫区。是京沪高速铁路五大始发站之一，也是石济客运专线的客运站，国家铁路网特等站。始建于2008年，2011年6月30日与京沪高速铁路同时投入使用。车站设8站台17线，其中正线2条，到发线15条，包括7个岛式站台和1个侧式站台。站房建筑面积为58000平方米。站房采用线上高架候车结构，并设置站前高架和落客平台。
- 青岛站

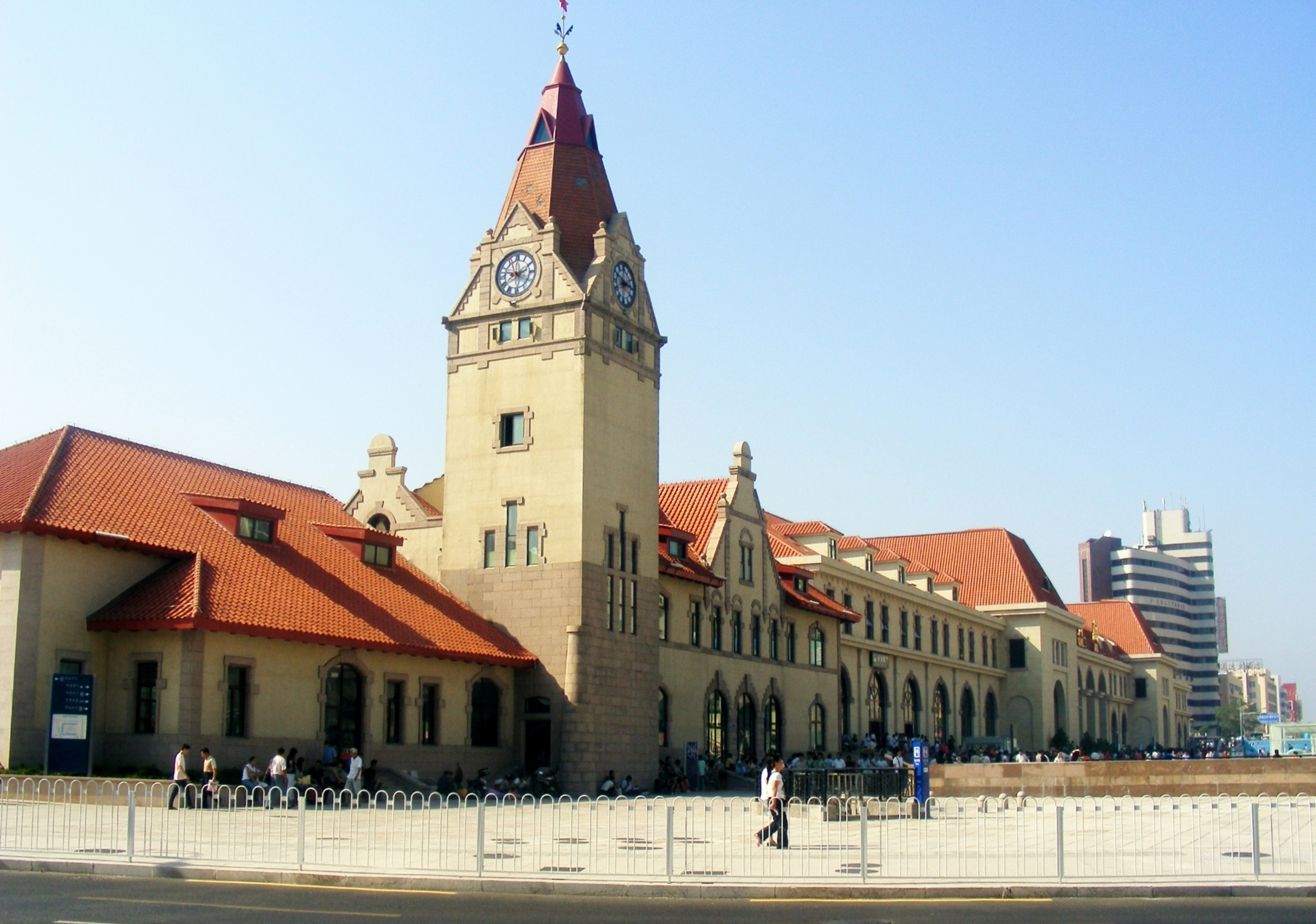
青岛站的标志：钟楼

位于青岛市市南区西端。是胶济铁路的起点，国家铁路网特等站。车站始建于1900年1月，1901年秋建成。2006年11月20日，车站进行施工改造，2008年8月1日完工投入使用。站内共有6座站台，股道10条。车站地下与建设中的青岛轨道交通M3线以及规划中的M1线相连。
- 青岛北站

位于青岛市李沧区西南端。是胶济客运专线、青连铁路和青荣城际铁路的起点，胶济铁路东端的主要客运站，是国家铁路网一级枢纽站。车站始建于2010年3月17日，2014年1月10日建成投入使用。站内共有8座港湾式站台，股道18条。车站地下与建设中的青岛轨道交通M3线以及规划中的M1线和M8线相连。